# Unken (Salcbursko)
Unken je obec v okrese Zell am See ve spolkové zemi Salcbursko v Rakousku ležící poblíž městyse Lofer. V roce 2014 zde žilo trvale 1 904 obyvatel. Obcí protéká na východní straně řeka Saalach.

## Galerie

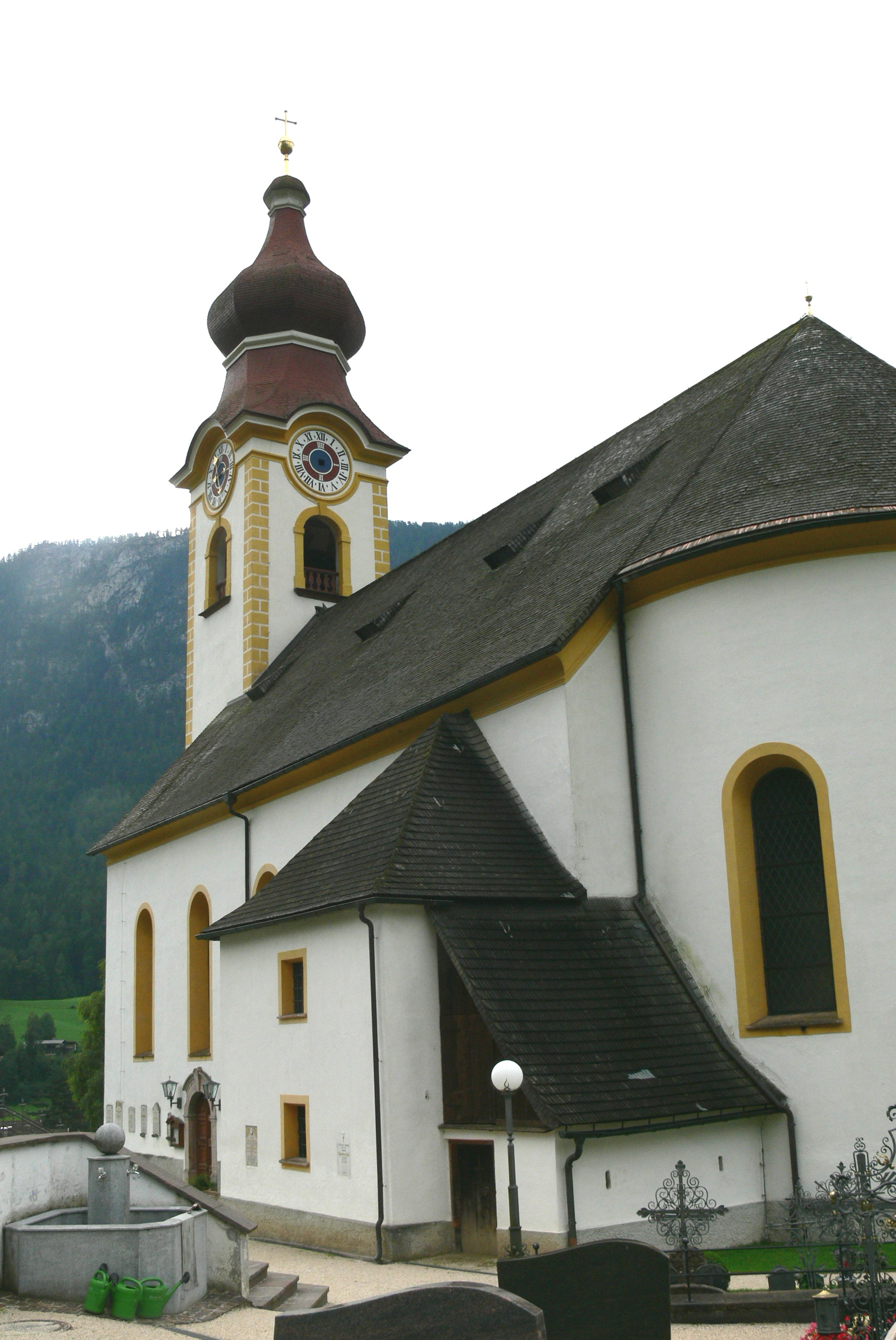
Farní kostel svatého Jakuba
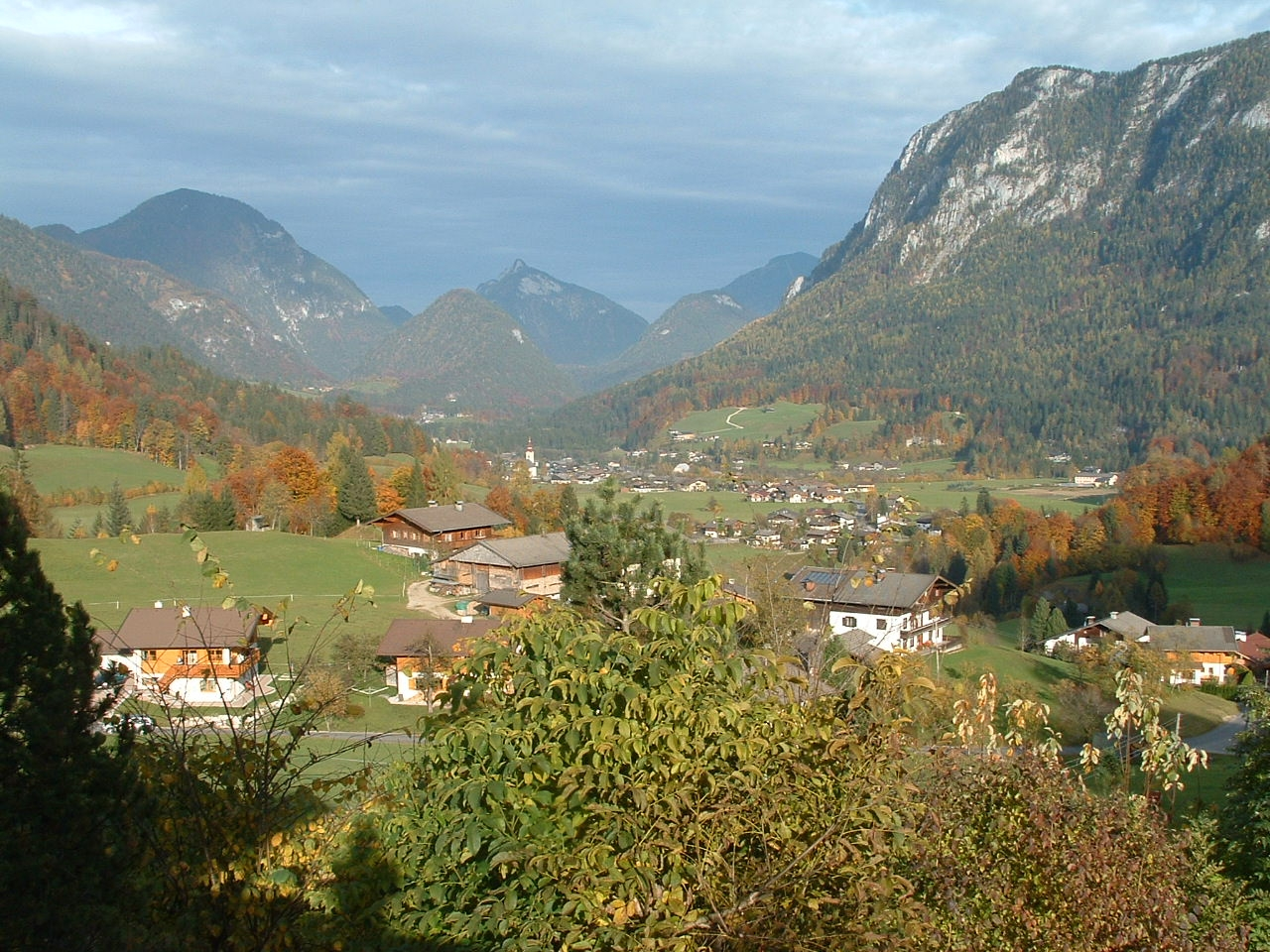
Pohled na Unken